# 李聖徳
李 聖徳（り せいとく、イ ソントク、ハングル：이성덕、1912年1月20日 - 1968年7月8日）は日本統治下の朝鮮・韓国の元スピードスケート選手。
平安北道・新義州出身。早稲田大学専門部2年在学時の1936年ガルミッシュパルテンキルヒェンオリンピックでは500m16位、1500m23位、5000m27位、10000m25位となった。1933年の第4回全日本スピードスケート選手権大会で優勝。
戦後は韓国籍を取得し韓国スケート連盟会長を務めた。韓国のヤクザで西北青年会幹部だった李聖淳は実弟。